# Relação Faber-Jackson

## Introdução

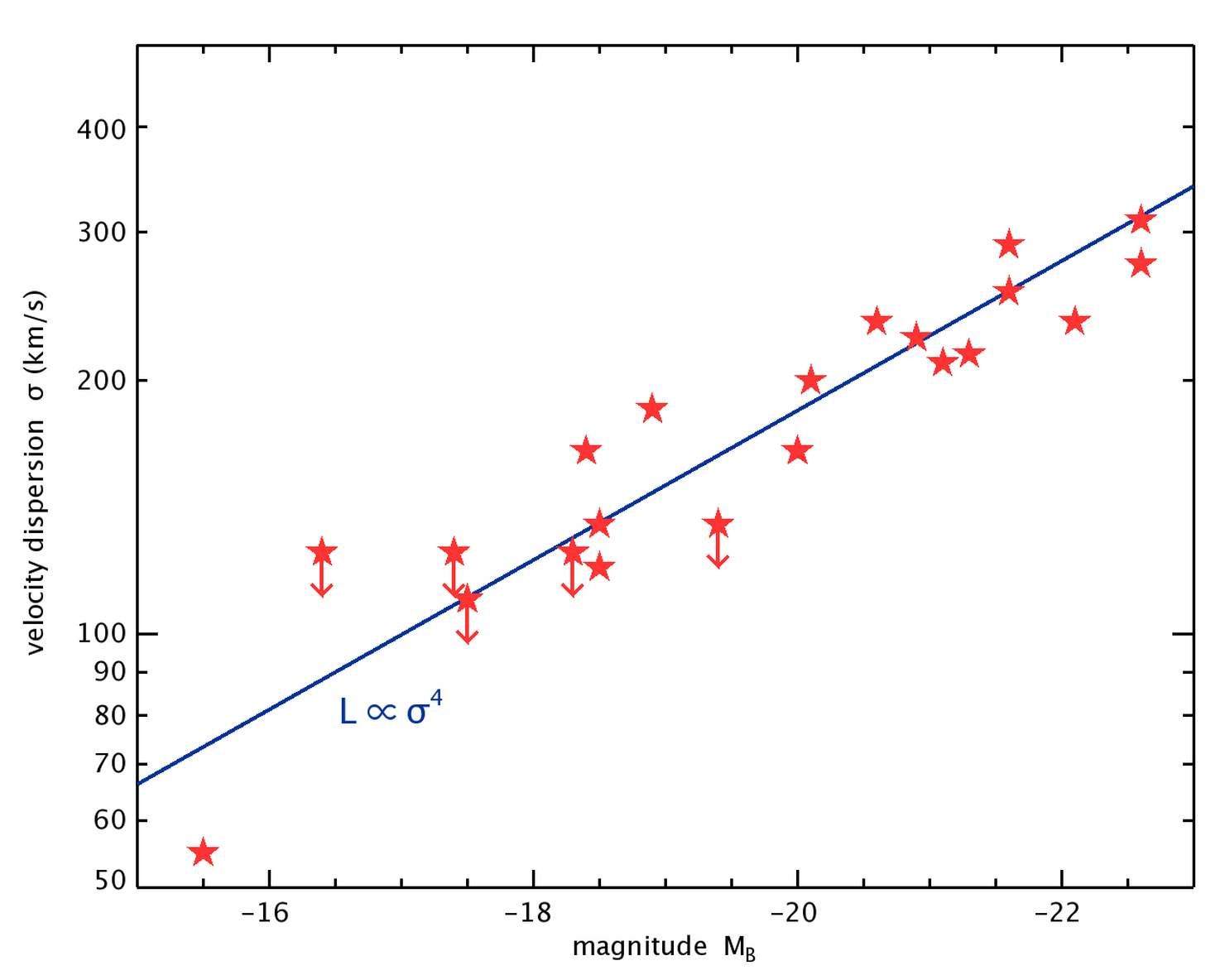
Imagem 1 - A relação Faber-Jackson expressa uma relação entre a velocidade de dispersão e a luminosidade de galáxias elípticas.

Usando observações de galáxias espirais, em 1977, R. Brent Tully e J. Richard Fisher descobriram que a velocidade máxima de rotação das espirais está intimamente relacionada à sua luminosidade, seguindo a relação	
{\displaystyle L\propto v_{max}^{\alpha }}
	onde a inclinação da relação Tully-Fisher é sobre α ∼ 4. Uma relação para galáxias elípticas análoga ao Tully- Fisher foi encontrada por Sandra Faber e Roger Jackson: a relação Faber-Jackson pode ser usada para estimar a distância de uma galáxia a partir de sua dispersão de velocidade medida.	
{\displaystyle L\propto v_{0}^{4}} ou {\displaystyle \log(\sigma _{0})=-0.1M_{B}+const}
	Também podemos derivar a relação de Faber-Jackson tal como a de Tully-Fisher. Entretanto, como é possível perceber na Imagem 1, ao contrário das espirais com a Relação de Tully-Fisher, existe uma grande dispersão de elípticas na de Faber-Jackson.			

## Galáxias elípticas
Conforme o nome já diz, as galáxias elípticas são aquelas cujo formato é arredondado, algumas de formato oblato, como uma abóbora, e outras têm forma triaxial com três eixos desiguais, como uma bola de futebol americano. Elas abrangem uma gama bem grande (mais de 106) em luminosidade e massa, como é mostrado pela compilação na Tabela 1. O termo geral “galáxias elípticas” (ou elípticas) cobre uma ampla classe de galáxias que diferem em suas luminosidades e tamanhos. Uma subdivisão aproximada é a seguinte:
	• Elípticas normais - Esta classe inclui elípticas gigantes (gE's), de luminosidade intermediária (E's), e elípticas compactas (cE's), cobrindo uma gama de magnitudes absolutas de {\displaystyle M_{B}} ∼ −23 a {\displaystyle M_{B}} ∼ −15.
	• Elípticas anãs (dE's) - A diferença entre esse tipo dos cE's é que sua superfície tem significativamente menor brilho e uma menor metalicidade.
	• Galáxias cD - Estas galáxias são extremamente luminosas (até {\displaystyle M_{B}} ∼ −25) e grandes (até R {\displaystyle \lesssim } 1 Mpc), tendo uma relação M / L muito alta.
	• Galáxias anãs compactas azuis - Estas “compactas anãs azuis” (BCD's) são galáxias visivelmente mais azuladas (com {\displaystyle \langle B-V\rangle } entre 0,0 e 0,3) do que as outras, contendo uma grande quantidade de gás.
	• Esferoidais anãs (dSph’s) - possuem tanto luminosidade quanto brilho superficial muito baixos, com valores observados de até {\displaystyle M_{B}} ∼ −8.
|                                         | s0                                                | cD                                                | E                                                | dE                                              | dSph                                            | BCD                     |
| --------------------------------------- | ------------------------------------------------- | ------------------------------------------------- | ------------------------------------------------ | ----------------------------------------------- | ----------------------------------------------- | ----------------------- |
| {\displaystyle M_{B}}                   | -17 a -22                                         | -22 a -25                                         | -15 a -23                                        | -13 a -19                                       | -8 a -15                                        | -14 a -17               |
| {\displaystyle M(M\odot )}              | {\displaystyle 10^{10}} a {\displaystyle 10^{12}} | {\displaystyle 10^{13}} a {\displaystyle 10^{14}} | {\displaystyle 10^{8}} a {\displaystyle 10^{13}} | {\displaystyle 10^{7}} a {\displaystyle 10^{9}} | {\displaystyle 10^{7}} a {\displaystyle 10^{8}} | ~{\displaystyle 10^{9}} |
| {\displaystyle D_{25}(kpc)}             | 10-100                                            | 300-1000                                          | 1-200                                            | 1-10                                            | 0.1-0.5                                         | <3                      |
| {\displaystyle \langle M/L_{B}\rangle } | ~10                                               | >100                                              | 10-100                                           | 1-10                                            | 5-100                                           | 0.1-10                  |
| {\displaystyle \langle S_{N}\rangle }   | ~5                                                | ~15                                               | ~5                                               | 4.8{\displaystyle \pm }1.0                      | -                                               | -                       |

## Teoria
A Energia de Ligação Gravitacional (do inglês Gravitational Binding Energy, ou GBE) de um sistema com raio {\displaystyle R} e massa {\displaystyle M}
{\displaystyle U=-\alpha {\frac {GM^{2}}{R}}}
	onde {\displaystyle G} é a Constante Gravitacional Universal que tem como valor 6,67408 × 10-11 m3 kg-1 s-2, e {\displaystyle \alpha } é uma constante dependente da galáxia elíptica. Para uma densidade constante,
{\displaystyle \alpha ={\frac {3}{5}}}.
A energia cinética é dada pela expressão:
{\displaystyle K={\frac {1}{2}}MV^{2}={\frac {3}{2}}M\sigma ^{2}}
Pelo Teorema do Virial ({\displaystyle 2K+U=0}):
{\displaystyle \sigma ^{2}={\frac {1}{5}}{\frac {GM}{R}}}
Assumindo que {\displaystyle M/L} é constante, ou seja, que a relação massa/luz não varia, é possível obter a seguinte expressão:
{\displaystyle R\propto {\frac {LG}{\sigma ^{2}}}}
Introduzindo o brilho da superfície {\displaystyle B=L/(4\pi R^{2})} e assumindo que esta é uma constante, é possível obter:
{\displaystyle L=4\pi R^{2}B}
Sabendo-se disso e relacionando {\displaystyle L} e {\displaystyle R} o resultado se torna:
{\displaystyle L\propto 4\pi \left({\frac {LG}{\sigma ^{2}}}\right)B}
Finalmente, reescrevendo a expressão acima, é possível obter a relação entre a dispersão de velocidade e a luminosidade:
{\displaystyle L\propto 4\pi \left({\frac {\sigma ^{4}}{4\pi G^{2}B}}\right)}
ou seja
{\displaystyle L\propto \sigma ^{4}}